# Brahmanpara
Brahmanpara è un sottodistretto (upazila) del Bangladesh situato nel distretto di Comilla, divisione di Chittagong. Si estende su una superficie di 128,9 km² e conta una popolazione di 204.691  abitanti (censimento 2011).